# El mono desnudo
El mono desnudo (ISBN 978-970-780241-4) (The Naked Ape, en el original en inglés) es un libro de divulgación científica publicado en 1967 por el zoólogo y etólogo británico Desmond Morris que estudia las características animales que hacen peculiar a la especie humana. A este libro le siguió en 1969 El zoológico humano (The Human Zoo, también traducido como El zoo humano), en el cual examina el comportamiento humano en las ciudades, comparándolo con el comportamiento de los animales de los zoológicos. The Naked Woman: A Study of the Female Body (La mujer desnuda) se publicó en el 2004, mientras que The Naked Man: A Study of the Male Body (El hombre desnudo) llegó en el 2008, ambos se centran en el estudio antropológico e histórico de cada una de las partes del cuerpo.  

## Sumario
El libro describe que el comportamiento humano en gran parte evolucionó para poder enfrentar los desafíos de la vida prehistórica como cazadores-recolectores. A lo largo de sus páginas, se puede leer una cantidad de datos basados en estudios, que explican, en gran parte, el actuar globalizado del hombre. 
En los primeros capítulos, Desmond Morris descarta el uso de técnicas psicológicas, arqueológicas y sociológicas para su estudio del ser humano y hace una crítica de las mismas. Luego, Morris hace un estudio de la conducta humana y trata de explicarla desde un punto de vista estrictamente zoológico, cubriendo los aspectos sexuales, sociales, de crianza, alimentación y otros. Todo el libro se refiere al ser humano como si se tratara de una especie recién descubierta, tratando de evitar, en lo posible, el hecho de que ha sido escrito por un humano. 
El título proviene del hecho de que, según la tradición zoológica, el descubrimiento de una nueva especie tiende a ser nombrada de forma que refleje lo más evidente de ella y, a primera vista, un ejemplar de la especie humana luce, a diferencia de las otras especies de primates, como un mono sin pelo. Morris analiza las posibles causas de esta carencia de pelo.
El libro ha sido traducido a 23 idiomas.

## Adaptaciones cinematográficas
Dos películas se han realizado hasta ahora basadas en este libro, con el mismo título; sus directores han sido:
- Donald Driver (1973)
- Daniel Mellitz (2006)